# Aeropostal Alas de Venezuela
Aeropostal Alas de Venezuela, normalmente chiamata semplicemente Aeropostal, è una compagnia aerea statale del Venezuela con sede a Torre Polar Oeste a Caracas. Opera servizi nazionali e servizi internazionali nei Caraibi e nel Sud America. La sua base principale è l'aeroporto internazionale Simón Bolívar, Caracas. La compagnia aerea ha cessato le operazioni il 24 settembre 2017 dopo 88 anni di servizio a causa della sua posizione finanziaria. L'8 agosto 2018, la compagnia ha annunciato che avrebbe ricominciato i servizi di linea, prima per L'Avana, Cuba, con tre voli settimanali.

## Storia

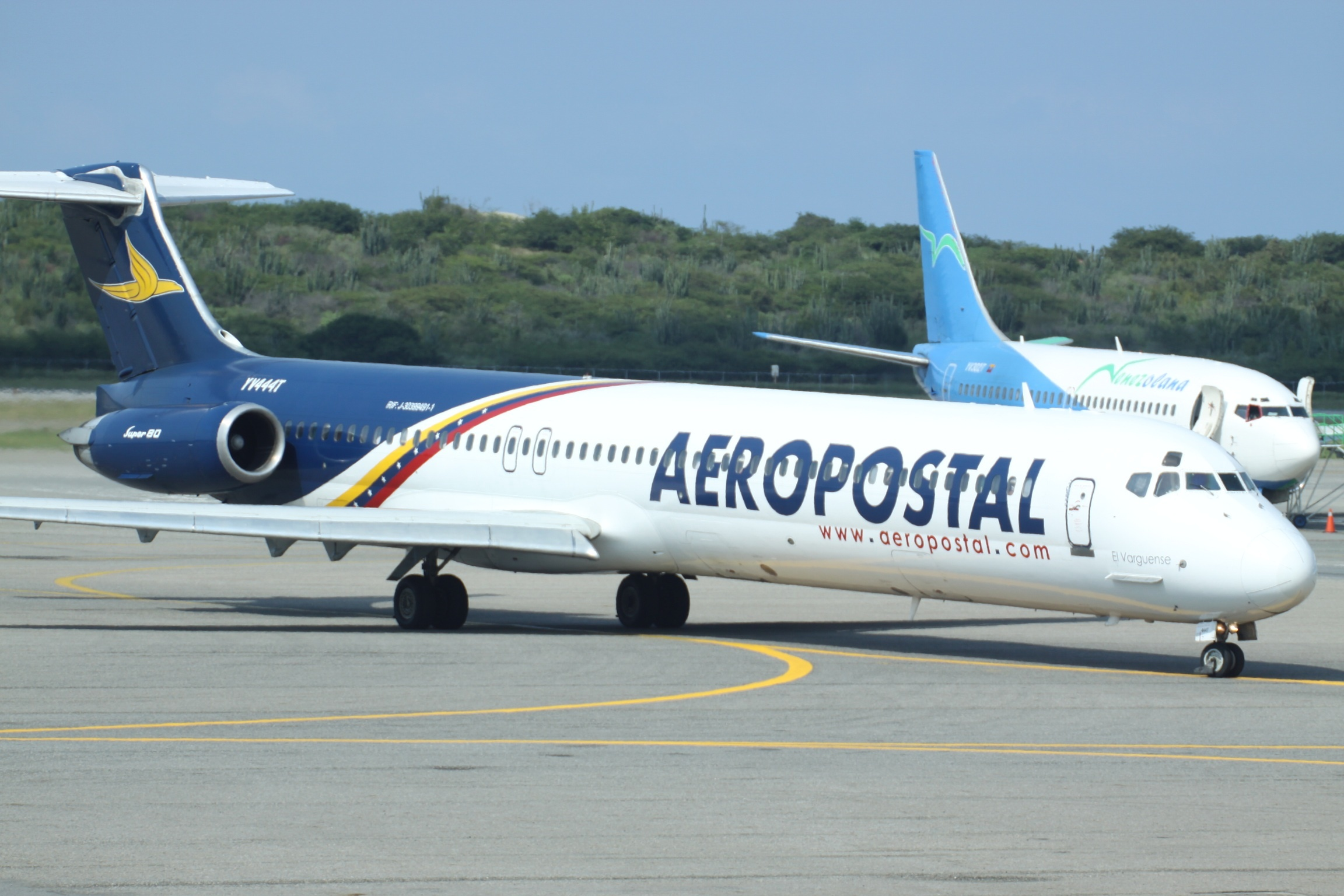
Un MD-82 di Aeropostal fotografato a Caracas nel 2012

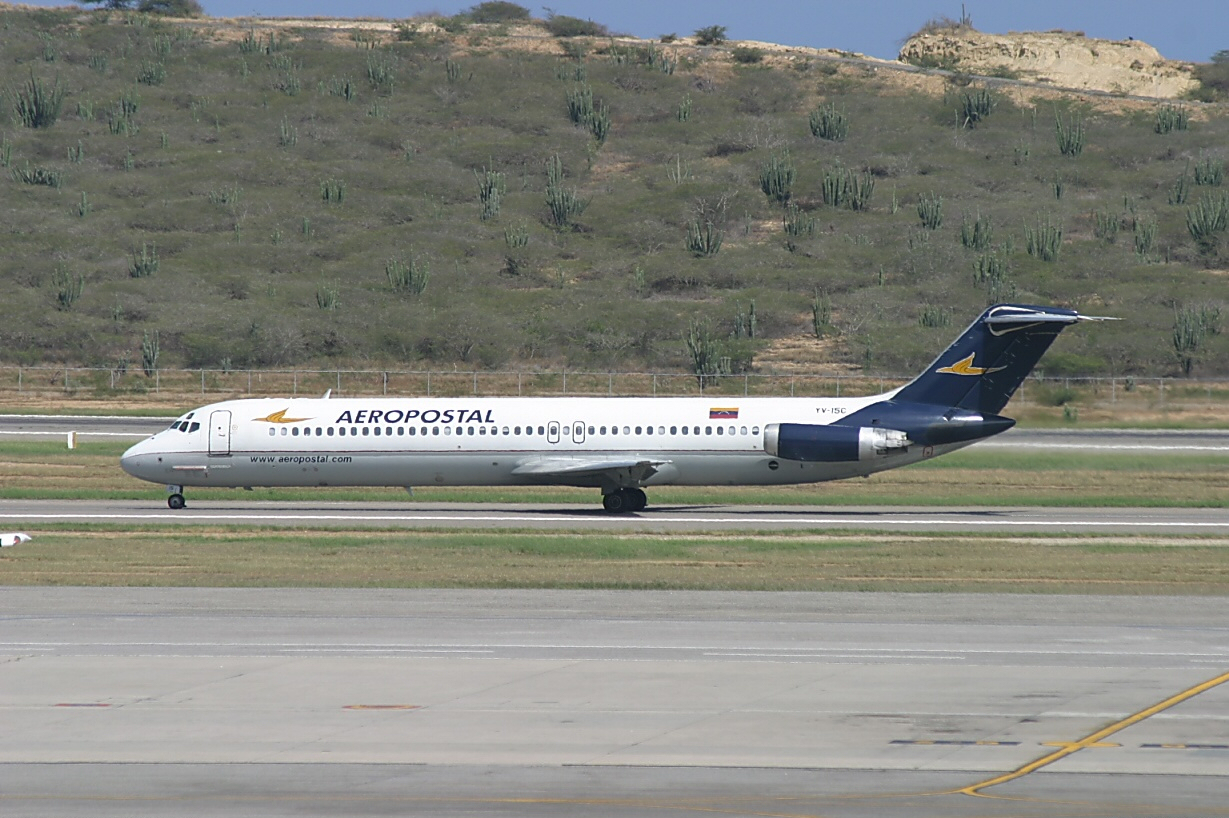
Un DC-9 di Aeropostal fotografato a Caracas nel 2003

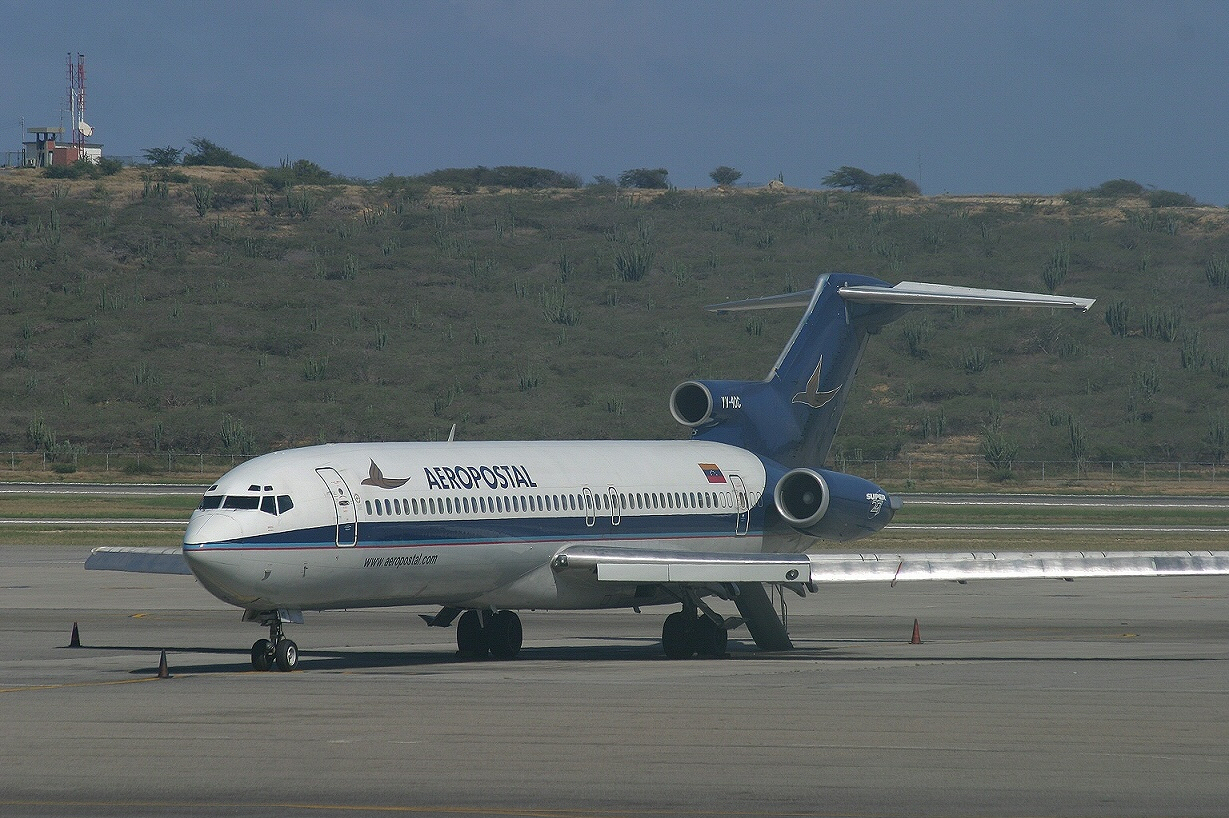
Un Boeing 727-200 di Aeropostal fotografato a Caracas nel 2003

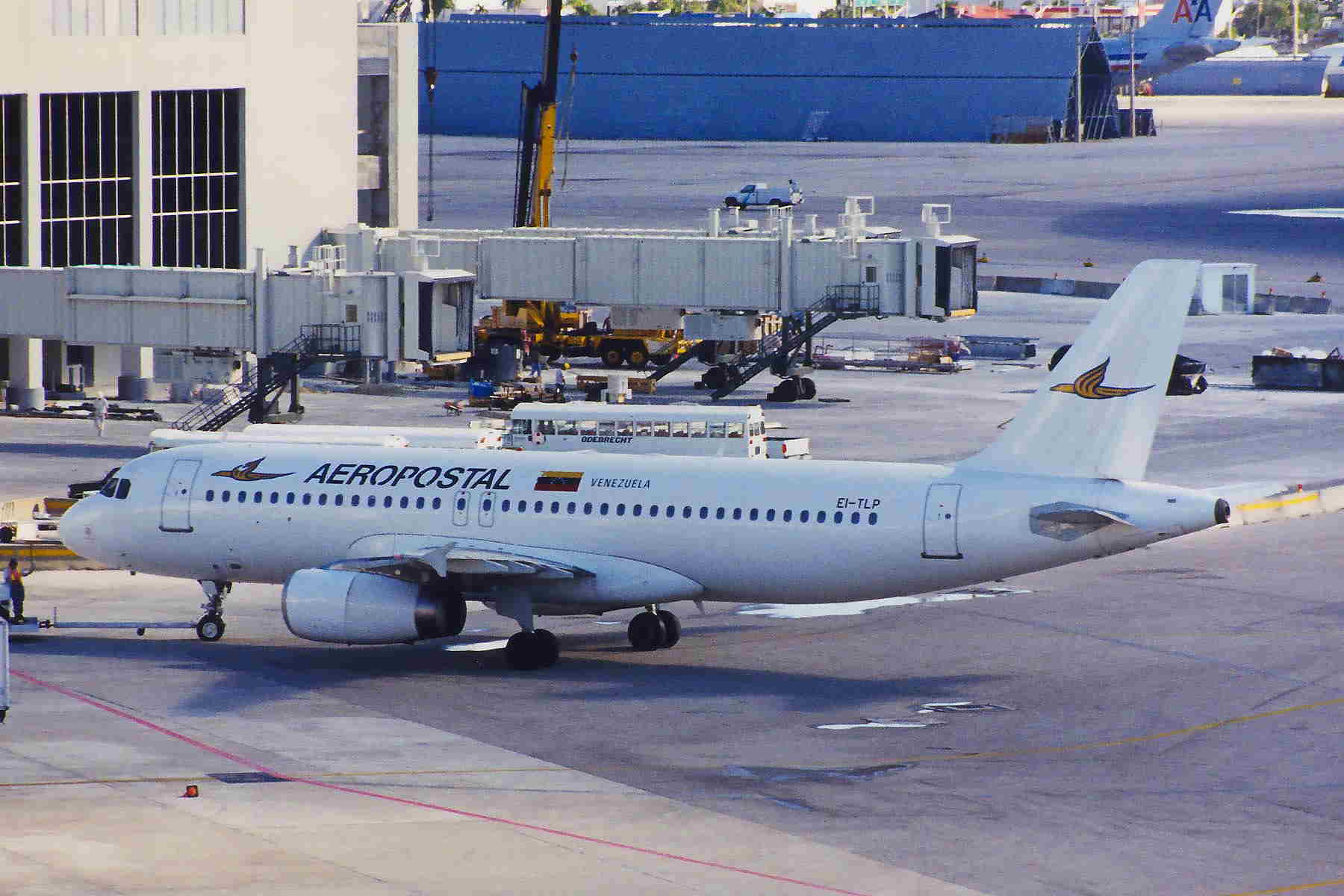
Un Airbus A320-200 di Aeropostal fotografato nel 2011

L'aviazione commerciale nasce in Venezuela nel 1929 grazie alla società francese Aéropostale (nota fino al 1927 come Lignes Aériennes Latécoère), che ritenne il Venezuela come base di partenza ideale per collegare il Sud America con le isole caraibiche di Guadalupa e Martinica. I primi voli furono effettuati nel luglio 1929 utilizzando tre Latécoère 28. Il 31 dicembre 1933 la compagnia aerea è stata acquistata dal governo venezuelano in seguito alla decisione del governo francese di sospendere le sovvenzioni ad Aéropostale.
La compagnia ha continuato ad essere gestita da personale francese fino al 1º gennaio 1935, quando il suo nome fu cambiato in Línea Aeropostal Venezolana (LAV) e la gestione spostata in mani venezuelane, successivamente il 21 maggio 1937 il governo del Venezuela ha preso pieno possesso della compagnia aerea attraverso un aumento di capitale e la conseguente sostituzione dei Latécoère 28 con dei più recenti Fairchild 71 e Lockheed L-10 Electra.  Nel 1939 il quartier generale di LAV è stato trasferito da Maracay a Maiquetía, città più vicina alla capitale Caracas; nello stesso anno sono stati introdotti in flotta alcuni Douglas DC-3, che permettevano di trasportare un maggior numero di passeggeri rispetto ai velivoli già presenti. 
I primi voli internazionali di LAV sono stati effettuati nel 1945 verso Boa Vista, nel nord del Brasile, e nel gennaio 1946 verso Aruba; quest'ultima destinazione ha permesso di collegare LAV alla rete internazionale di KLM.
Dopo la fine della seconda guerra mondiale, i vecchi Fairchild 71 e Lockheed L-10 Electra sono stati sostituiti dai Douglas DC-4 e dai Martin 2-0-2. Nel 1947, per coprire la nuova rotta internazionale verso l'aeroporto Idlewild di New York, la compagnia ha introdotto in flotta i Lockheed L-049 Constellation.
Nel 1951 LAV ha aperto i voli verso Lima, in Perù, e Bogotà, in Colombia; nel 1953 ad essere introdotta è stata la rotta verso Panama. Sempre negli anni '50 i Constellation sono stati sostituiti dai nuovi Lockheed L-1049 Super Constellation, inoltre è stato effettuato un ordine per il primo aereo di linea a reazione mai prodotto, il de Havilland DH.106 Comet, ma i ripetuti incidenti occorsi ai Comet già utilizzati dalle altre compagnie aeree hanno spinto LAV ad annullare l'ordine. Il 24 marzo 1956, per sostituire gli ormai vetusti DC-4 e Martin 2-0-2, LAV ha introdotto in flotta i suoi primi turboelica, i Vickers Viscount 701.
A partire dai primi anni 1960, il governo venezuelano ha cominciato il rinnovamento della compagnia aerea, dapprima separando le rotte nazionali da quelle internazionali, gestite ora dalla nuova compagnia denominata 'Viasa'; in seguito è stata introdotta una nuova livrea ed è stato modificato il nome della compagnia in Aeropostal. Durante questi anni, per rinnovare ulteriormente la flotta, sono stati acquistati alcuni Hawker Siddeley HS 748, mentre i Super Constellation sono stati rimpiazzati dai più moderni Douglas DC-8. Durante gli anni successivi la compagnia è sempre stata orientata ad acquisire nuovi modelli di aerei per sostituire quelli più vecchi, sono entrati in flotta così i Sud Aviation Caravelle ed i Douglas DC-9.

### Storia recente
Nell'agosto 1994 il governo venezuelano, nello sforzo di contenere le spese della Nazione, ha deciso di chiudere la compagnia. Nel 1997 Corporacion Alas de Venezuela (CAV), una società privata di proprietà di Nelson Ramiz, un cittadino statunitense di origine cubana, ha acquistato la compagnia a aerea ad un'asta tenutasi a Caracas; ciò è stato possibile grazie ad un finanziamento ottenuto dalla società di investimenti "Alas International Limited ("Alas")". Il 7 gennaio 1998 invece di conferire i beni acquistati ad Alas, come richiesto dal contratto di finanziamento, e senza averne ricevuto il benestare, CAV ha riavviato le operazioni di volo della compagnia aerea; questo ha portato le due parti ad intraprendere diverse azioni legali, l'ultima delle quali, nel febbraio 2000, ha stabilito che Aeropostal era effettivamente posseduta da Alas ma che CAV avrebbe potuto continuare a gestirla pagando una sorta di affitto ad Alas.
Nel luglio 1998 sono cominciati i voli verso gli Stati Uniti, e sul finire degli anni '90 sono entrati in servizio due Airbus A320 che hanno affiancato i già presenti DC-9, McDonnell Douglas MD-83 e Boeing 727-200.
Alla fine del 2007, Nelson Ramiz (allora amministratore delegato), ha ridotto la flotta da 22 a soli 3 velivoli, sostenendo che i controlli valutari imposti dal governo venezuelano gli hanno impedito di mantenere finanziariamente la flotta, e che altresì il blocco applicato sull'aumento del costo dei biglietti hanno impedito alla compagnia di realizzare profitti.
Nel 2008 la compagnia è stata venduta ad un gruppo guidato dalla famiglia venezuelana Mahkled, ma in seguito all'arresto per traffico di droga e riciclaggio di denaro di alcuni suoi membri, la transazione è stata annullata utilizzando il pretesto che Ramiz non aveva il potere di cedere azioni in realtà ancora in possesso di Alas.
Nel 2009, in seguito all'arresto di numerosi dirigenti anch'essi accusati di traffico di stupefacenti, il governo venezuelano ha annunciato l'intenzione di nazionalizzare Aeropostal.
Il 25 febbraio 2011, il Consiglio Direttivo Speciale di Aeropostal ha annunciato ufficialmente il ritiro di YV141T, l'ultimo DC-9-30 della flotta. L'ultimo volo commerciale è stato effettuato il 10 marzo 2011. Sebbene la Serie -30 sia stata ritirata, i McDonnell-Douglas DC-9-50 hanno continuato per anni a volare per Aeropostal. Il 24 settembre 2017, Aerospostal ha cessato le attività. Il consiglio di amministrazione ha annunciato il ritiro delle attività della compagnia aerea a causa di problemi finanziari ed economici. L'8 agosto 2018, la compagnia ha informato che invece i voli sarebbero continuati.
Al 2022 la compagnia collega Caracas, Porlamar e Valencia.

## Flotta

### Flotta attuale
A maggio 2023 la flotta di Aeropostal è così composta:

### Flotta storica
Aeropostal operava in precedenza con i seguenti aeromobili:

## Incidenti
- Il 25 luglio 1944, un Lockheed L-10 Electra, codice di registrazione YV-ADI, si schiantò nei pressi Barcelona, causando la morte delle 10 persone a bordo.[10]
- L'8 aprile 1947, un Douglas DC-3, codice di registrazione YV-ALO, precipitò 40 km ad est di Caracas, causando la morte delle 27 persone a bordo.[11]
- Il 26 giugno 1948, un Douglas DC-3, codice di registrazione YV-C-AHI, si schiantò in fase di atterraggio all'aeroporto di Caracas, causando la morte di una delle 17 persone a bordo.[12]
- Il 18 dicembre 1954, un Douglas DC-3, codice di registrazione YV-C-AMP, si schiantò sulle montagne 120 km a sud di Ciudad Bolívar, causando la morte dei due piloti.[13]
- Il 21 maggio 1955, un Douglas DC-3, codice di registrazione YV-C-ALU, precipitò in mare al largo delle coste di Barcelona mentre i piloti tentavano un ammaraggio di emergenza, causando la morte di 4 delle 13 persone a bordo.[14]
- Il 20 giugno 1956, il volo Linea Aeropostal Venezolana 253, un Lockheed Super Constellation con codice di registrazione YV-C-AMS, precipitò in mare poco dopo il decollo da New York, causando la morte di tutte le 74 persone a bordo. Le indagini non portarono a nessuna conclusione certa, ma gli investigatori supposero che, in seguito a un guasto al motore numero due, le fortissime vibrazioni risultanti provocarono la rottura della semiala corrispondente.[15]
- Il 27 novembre 1956, il volo Linea Aeropostal Venezolana 253, un Lockheed Super Constellation codice di registrazione YV-C-AMA, precipitò contro una montagna 18 km a sud-est dall'aeroporto di Caracas, causando la morte delle 25 persone a bordo. Le indagini appurarono che il pilota non aveva seguito con precisione la procedura di avvicinamento alla pista, venendosi a trovare ad una quota troppo bassa quando ancora stava sorvolando le montagne.[16]
- Il 12 aprile 1957, un Douglas DC-3, codice di registrazione YV-C-AFA, si schiantò pochi minuti dopo essere decollato dall'aeroporto di Calabozo, causando la morte dei 3 membri dell'equipaggio.[17]
- Il 14 ottobre 1958, il Lockheed Super Constellation con codice di registrazione YV-C-ANC si schiantò sulle montagne della Sierra de Perijá mentre era in volo per Maracaibo, causando la morte delle 23 persone a bordo.[18]
- Il 1º dicembre 1959, il Douglas DC-3 con codice di registrazione YV-C-AKU precipitò mentre i piloti tentavano un atterraggio di emergenza all'aeroporto di Caracas, causando la morte dei 3 membri dell'equipaggio.[19]
- Il 28 aprile 1960, un Douglas DC-3, codice di registrazione YV-C-AFE, precipitò a causa dell'esplosione di un ordigno avvenuta a bordo, causando la morte dei 13 occupanti.[20]
- Il 9 marzo 1961, il Douglas DC-3 con codice di registrazione YV-C-AZQ, si schiantò sulle montagne del Páramo Turmal, causando la morte delle 12 persone a bordo.[21]
- Il 20 agosto 1968, l'Hawker Siddeley HS 748 con codice di registrazione YV-C-AMY si schiantò mentre i piloti tentavano un atterraggio di emergenza, dovuto all'avaria di un motore, all'aeroporto di Maturin, causando la morte delle 7 persone a bordo.[22]
- Il 23 maggio 1970, un Curtiss C-46 Commando, codice di registrazione YV-C-AMK, si schiantò durante un volo di collaudo, causando la morte delle 7 persone a bordo.[23]
- Il 25 gennaio 1971, il Vickers Viscount con codice di registrazione YV-C-AMV precipitò su una montagna nei pressi di La Azulita, causando la morte di 13 delle 47 persone a bordo.[24]
- Il 1º novembre 1971, il Vickers Viscount con codice di registrazione YV-C-AMZ si schiantò subito dopo il decollo dall'aeroporto di Maracaibo, causando la morte dei 4 membri dell'equipaggio.[25]
- Il 27 agosto 1972, un Douglas DC-3, codice di registrazione YV-C-AKE, si schiantò mentre i piloti tentavano un atterraggio di emergenza in seguito all'avaria di un motore all'aeroporto di Canaima, causando la morte delle 34 persone a bordo.[26]
- Il 14 agosto 1974, il Vickers Viscount con codice di registrazione YV-C-AMX precipitò sulle montagne 5 km sud-ovest dell'aeroporto di Porlamar, causando la morte delle 48 persone a bordo.[27]
- Il 3 marzo 1978, l'Hawker Siddeley HS 748 con codice di registrazione YV-45C si schiantò in mare a causa del malfunzionamento dell'orizzonte artificiale, causando la morte delle 47 persone a bordo.[28]
- Il 17 aprile 1978, un De Havilland Canada DHC-6 Twin Otter, marche YV-30C, si schiantò poco dopo il decollo da Uriman. Le vittime furono 2.[29]
- Il 29 luglio 1984, il volo Aeropostal Alas de Venezuela 252, un Douglas DC-9 con codice di registrazione sconosciuto, venne dirottato da due uomini che costrinsero i piloti ad atterrare a Curaçao. Dopo tre giorni di trattative, i corpi speciali di polizia sono riusciti a salire sull'aereo e ad uccidere i due dirottatori.[30]
- Il 5 marzo 1991, il volo Aeropostal Alas de Venezuela 108, un Douglas DC-9 con codice di registrazione YV-23C, si schiantò contro una montagna a 23 km a nord-est di Valera, causando la morte delle 45 persone a bordo. Le indagini rivelarono che i piloti avevano impostato un valore errato nel pilota automatico portando l'aereo fuori rotta e che non si erano accorti dell'approssimarsi delle montagne a causa della nebbia presente nella zona dell'incidente.[31]
- Il 2 aprile 1993, il Douglas DC-9 con codice di registrazione YV-03C precipitò in mare durante un volo di collaudo post-manutenzione, al largo dell'Isola Margarita, causando la morte delle 11 persone a bordo.[32]